# Gustaw Bojanowski
Gustaw Junosza Bojanowski (ur. 28 września 1889 w Gołuchowie, zm. 17 grudnia 1957 w Ostrowie Wielkopolskim) – polski poeta i prozaik, działacz społeczny.

## Życiorys
Syn Stefana Bojanowskiego h. Junosza (1850–1910) i Heleny Zabłockiej h. Łada (1859–1929). Ukończył Gimnazjum im. Jana III Sobieskiego w Krakowie i Wydział Prawa Uniwersytetu Jagiellońskiego. Na studiach dał się poznać jako utalentowany malarz, Józef Mehoffer proponował mu studia malarskie (Bojanowski odmówił). Od I wojny światowej w Ostrowie Wielkopolskim. W latach międzywojennych pracował w administracji państwowej, był referendarzem, później wicestarostą powiatowym w Ostrowie. Działał społecznie, prowadził odczyty, publikował w miejscowej prasie, oraz pisał i wydawał książki, głównie romanse.
Od 25 lutego 1925 był mężem Marii Niegolewskiej h. Grzymała (1904-1990), z którą mieli córkę Helenę (1926-2015) oraz synów Bogusława (1931-1994) i Rafała (1937–2005).
II wojnę światową spędził w Rumunii. Od tego czasu rozpoczyna się okres, w którym powstały najwartościowsze w twórczości autora teksty, w których zawarł wątki historyczne, odwoływał się do formy gawędy, przypowieści. Po wojnie w Ostrowie Wielkopolskim prowadził sklep z zabawkami.
Wszystkie jego utwory objęte były w 1951 roku zapisem cenzury w Polsce, podlegały natychmiastowemu wycofaniu z bibliotek.
- Rękopis dla wnuków 1955,
- Śladem wędrowników 1955,
- Tydzień w Antoninie 1956,
- Wskrzeszenie:
  - Koniec sielanki,
  - Rozbitki,
  - Pax,
- Łan pszenicy,
- Dookoła legendy,
- Rzecz o Mickiewiczu,
- Pochodnia.

Zmarł 17 grudnia 1957 w Ostrowie Wielkopolskim. Pochowany w grobowcu rodzinnym na zabytkowym Starym Cmentarzu (sektor 6-B-1_3).

## Ordery i odznaczenia
- Srebrny Krzyż Zasługi (dwukrotnie: 11 listopada 1934[4], 1 lipca 1939[5])

## Upamiętnienie
Gustaw Bojanowski jest patronem jednej z ulic w Ostrowie Wielkopolskim oraz Biblioteki Publicznej Gminy Przygodzice.